# Notiphila fasciata
Notiphila fasciata är en tvåvingeart som först beskrevs av Christian Rudolph Wilhelm Wiedemann 1824.  Notiphila fasciata ingår i släktet Notiphila och familjen vattenflugor. Inga underarter finns listade i Catalogue of Life.